# Ágios Dimítrios (Koropí)
Pour les articles homonymes, voir Ágios Dimítrios (homonymie).
Ágios Dimítrios, en grec moderne : Άγιος Δημήτριος, est un village du dème de Koropí, en Attique, Grèce.
Selon le recensement de 2011, la population de la localité s'élève à 1 011 habitants.